# Carton Rapid Race

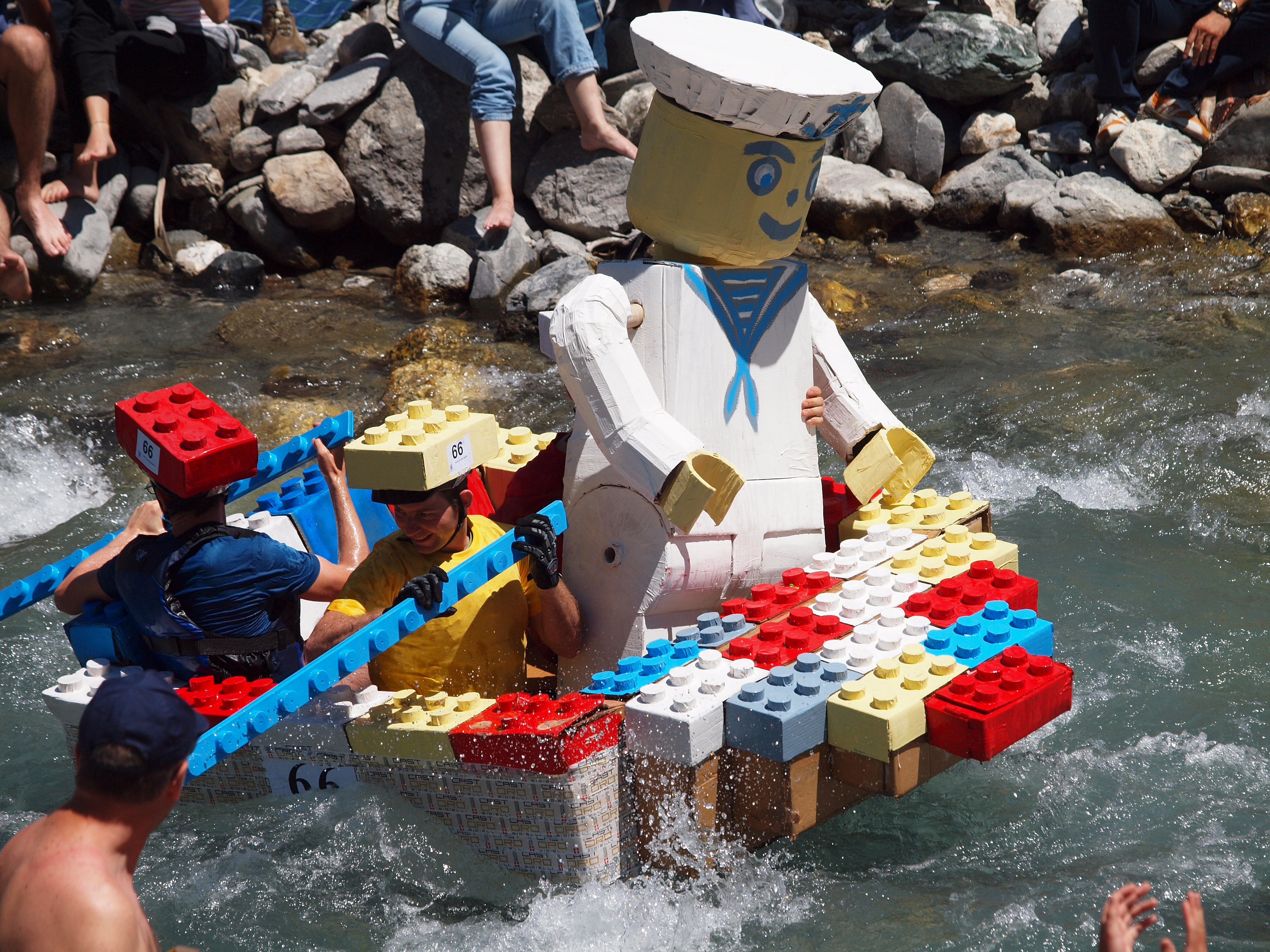
Alcuni partecipanti nel 2011.

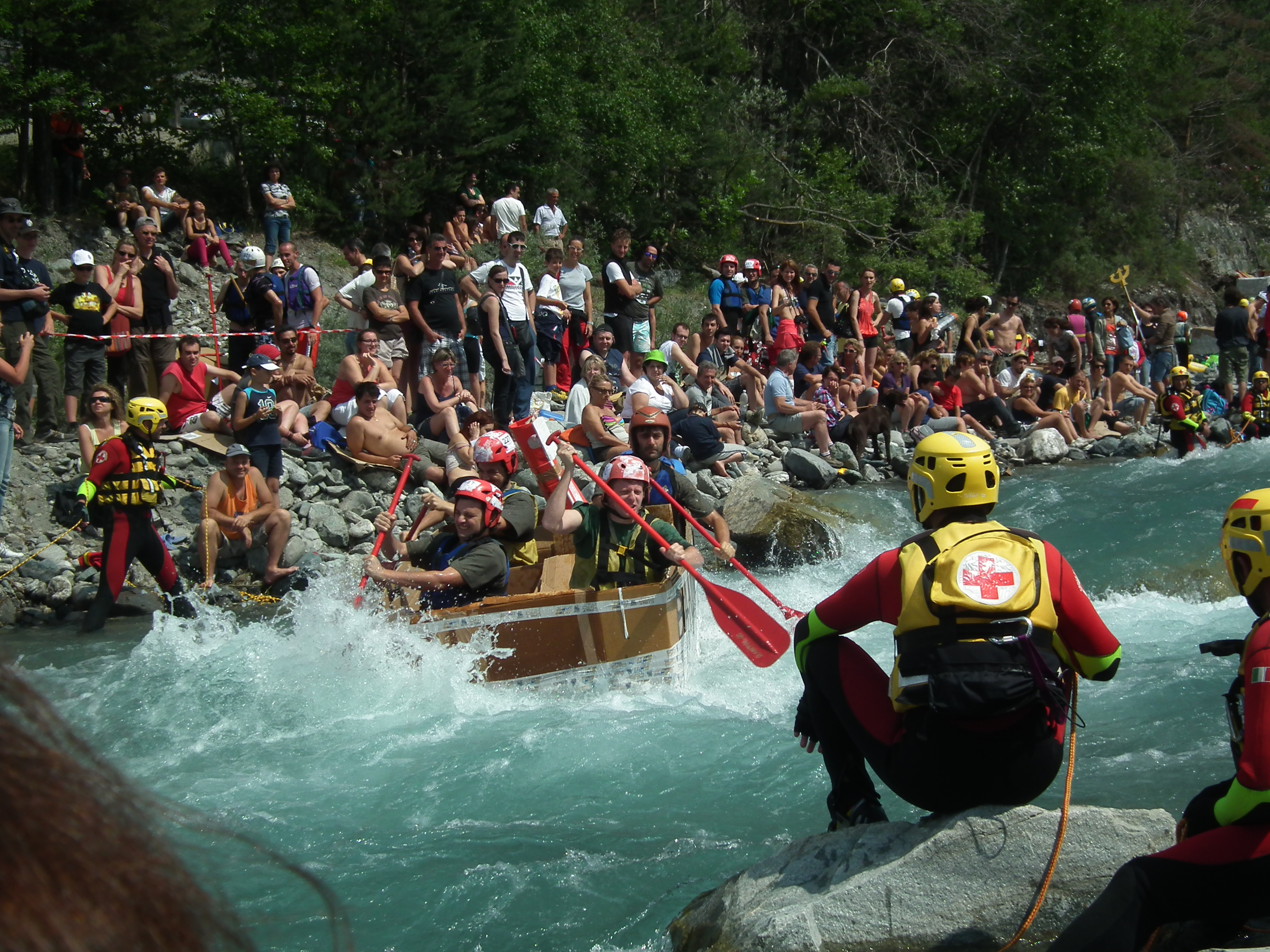
Alcuni partecipanti nel 2013. Di spalle, un operatore OPSA.

La Carton Rapid Race è una gara di derivazione canoistica a tempo, dove i partecipanti devono costruire le proprie imbarcazioni utilizzando cartone ondulato e nastro adesivo.
Si disputa annualmente in Piemonte nel primo weekend di luglio ed è seguita da oltre 15000 persone. La prima edizione si è svolta nel 1991, sul torrente Orco, a Cuorgnè. Dal 1994 si tiene sul torrente Ripa, ramo sorgentizio della Dora Riparia, a Cesana Torinese. Dal 2016 si è spostata a Oulx.
Sono ammessi equipaggi da 2 a 4 persone. Le imbarcazioni devono essere assemblate il giorno della gara in due ore, tuttavia non sono previsti limiti temporali per il progetto e il taglio del cartone. Non sono ammesse imbarcazioni pontate. È ammesso al massimo un rotolo di nastro adesivo, fornito dall'organizzazione, per ogni membro dell'equipaggio. Il cartone deve essere di tipo marrone ondulato a onda semplice o doppia onda, senza limiti di grammatura. Non deve essere pretrattato o impermeabilizzato, né verniciato nelle parti strutturali. Sono ammesse decorazioni sopra la linea di galleggiamento.
La lunghezza del percorso, variabile di anno in anno in base alle condizioni e alla portata del torrente, è di circa 300 metri. La difficoltà fino al 2008 è rimasta tra il I e il II livello della scala WW. Dal 2009 è salita al II/III livello WW, includendo ostacoli tecnici appositamente costruiti.
Lo svolgimento della gara è seguito dagli Operatori Polivalenti di Salvataggio in Acqua (OPSA) della Croce Rossa Italiana e dai tecnici di salvamento dell'Orcokayak Centrocanoa a salvaguardia della sicurezza dei partecipanti .
Al termine della gara tutte le imbarcazioni vengono raccolte in modo da essere correttamente riciclate. I partecipanti hanno l'obbligo di partecipare alle operazioni di raccolta.

## Partecipanti
| Edizione | Partecipanti | Imbarcazioni | Partite | Arrivate |
| -------- | ------------ | ------------ | ------- | -------- |
| 2019     | n.d.         | n.d.         | n.d.    | 66       |
| 2018     | n.d.         | n.d.         | n.d.    | 88       |
| 2017     | 723          | 206          | 205     | 104      |
| 2016     | 979          | 286          | 270     | 180      |
| 2015     | 1267         | 362          | 345     | 161      |
| 2014     | 1416         | 413          | 405     | 166      |
| 2013     | 1229         | 359          | 358     | 157      |
| 2012     | 1139         | 338          | 323     | 115      |
| 2011     | 1195         | 349          | 320     | 167      |
| 2010     | 1028         | 312          | 301     | 148      |
| 2009     | 1035         | 317          | 311     | 172      |
| 2008     | 1041         | 317          | 313     | 170      |
| 2007     | 969          | 292          | 291     | 85       |
| 2006     | 819          | 254          | 249     | 113      |
| 2005     | 773          | n.d.         | 249     | 68       |
| 2004     | 712          | 238          | 225     | 72       |
| 2003     | 678          | n.d.         | 226     | 56       |
| 2002     | 503          | 168          | 167     | 61       |
| 2001     | 400          | n.d.         | 142     | 38       |
| 2000     | 369          | n.d.         | 139     | 29       |
| 1999     | n.d.         | n.d.         | n.d.    | n.d.     |
| 1998     | 299          | 112          | 112     | 50       |
| 1997     | 154          | 59           | 59      | 30       |
| 1996     | 129          | 50           | 50      | 33       |
| 1995     | 84           | 30           | 30      | 23       |
| 1994     | n.d.         | 13           | 13      | 9        |
| 1993     | 67           | 23           | 23      | 19       |
| 1992     | 44           | 20           | 20      | 6        |
| 1991     | n.d.         | n.d.         | n.d.    | n.d.     |

ImbarcazioniEdizione010020030040050019911995199920032007201120152019ArrivateAffondaten.d.

## Premiazione
Vengono dichiarati vincitori i tre equipaggi che percorrono il tragitto nel minor tempo.
Inoltre, la giuria assegna i seguenti premi speciali:
- imbarcazione più artistica
- imbarcazione più tecnica
- imbarcazione più simpatica
- imbarcazione prime donne
- imbarcazione impossibile
- imbarcazione ultima, ma arrivata
- imbarcazione più votata dal pubblico

## Albo d'oro
| Edizione | Pos | Pettorale | Imbarcazione           | Tempo        |
| -------- | --- | --------- | ---------------------- | ------------ |
| 2014     | 1   | 9         | OTTAVO NANO            | 00:01:25,318 |
| 2014     | 2   | 93        | SERENISSIMA XII        | 00:01:31,908 |
| 2014     | 3   | 143       | MADRUGADA              | 00:01:35,329 |
| 2013     | 1   | 278       | FATALINA               | 00:01:11,598 |
| 2013     | 2   | 11        | POLISTIROLO            | 00:01:16,541 |
| 2013     | 3   | 117       | NERI PER SEMPRE        | 00:01:22,878 |
| 2012     | 1   | 173       | GIAMBU BIAMBU 5        | 00:01:26,441 |
| 2012     | 2   | 130       | DECIMA                 | 00:01:29,340 |
| 2012     | 3   | 234       | CUT IN 4               | 00:01:29,602 |
| 2011     | 1   | 103       | NERI PER SEMPRE        | 00:01:08,870 |
| 2011     | 2   | 232       | CRIN POWER             | 00:01:12,244 |
| 2011     | 3   | 73        | OTTAVO NANO            | 00:01:12,657 |
| 2010     | 1   | 221       | BARTADICARCA           | 00:01:11,647 |
| 2010     | 2   | 49        | LE OLANDESINE VOLANTI  | 00:01:15,440 |
| 2010     | 3   | 110       | LE TIGRI DEL MATERASSO | 00:01:15,992 |
| 2009     | 1   | 180       | A.GALLA                | 00:00:54,640 |
| 2009     | 2   | 239       | ARCABALENA2            | 00:00:56,935 |
| 2009     | 3   | 250       | OVER THE TOP           | 00:00:58,185 |
| 2008     | 1   | 22        | ELDORADO               | 00:01:11,120 |
| 2008     | 2   | 301       | ARCA BALENA            | 00:01:11,530 |
| 2008     | 3   | 166       | SBARABAUS              | 00:01:13,020 |
| 2007     | 1   | 118       | I CLOACA BOYS          | 00:01:17,000 |
| 2007     | 2   | 173       | VANGALO RULEZ          | 00:01:49,000 |
| 2007     | 3   | 58        | TOKAYLOFONDO 6         | 00:01:54,000 |
| 2006     | 1   | 258       | I BELINONI             | 00:01:22,000 |
| 2006     | 2   | 38        | OTTAVO NANO            | 00:01:24,000 |
| 2006     | 3   | 136       | TUT A TOK              | 00:01:27,000 |
| 2005     | 1   | 56        | TOKAILOFONDO           | 00:02:30,210 |
| 2005     | 2   | 107       | MITICAA                | 00:02:31,700 |
| 2005     | 3   | 102       | I FANTASTICI 4         | 00:02:33,090 |
| 2004     | 1   | 58        | I SOLITI SOSPETTI      | 00:02:11,810 |
| 2004     | 2   | 223       | NIMURTA 2              | 00:02:28,210 |
| 2004     | 3   | 111       | TOP CHOP               | 00:02:34,370 |
| 2003     | 1   | 1         | WONDER TEAM            | 00:01:38,820 |
| 2003     | 2   | 143       | SANGONE 1              | 00:01:41,050 |
| 2003     | 3   | 46        | CASTORO                | 00:01:49,730 |
| 2002     | 1   | 72        | REVENGE 2              | 00:02:15,050 |
| 2002     | 2   | 43        | TIBURON                | 00:02:16,530 |
| 2002     | 3   | 92        | TEN DUR                | 00:02:22,920 |
| 2001     | 1   | 26        | BELLA FIGURA           | 00:01:58,530 |
| 2001     | 2   | 43        | BALLA COI BUCHI        | 00:02:02,890 |
| 2001     | 3   | 53        | LA TURBINOSA           | 00:02:04,710 |
| 2000     | 1   | 77        | BUGIANEN               | 00:02:43,530 |
| 2000     | 2   | 37        | KEN TIKI               | 00:02:50,870 |
| 2000     | 3   | 91        | EL MOLO                | 00:02:59,290 |